# Geraldo Gomes Rezende
Geraldo Gomes Rezende (Tupaciguara, 24 de setembro de 1945) é um advogado e político brasileiro do estado de Minas Gerais.
Geraldo Rezende foi vereador e vice-presidente da Câmara dos Vereadores do município de  Uberlândia na década de 1980. Foi também deputado estadual constituinte de Minas Gerais na 11ª legislatura, pelo PMDB. Foi reeleito para mais três legislaturas consecutivas, permanecendo na Assembleia até a 14ª legislatura (1987-2003).